# Iconografia

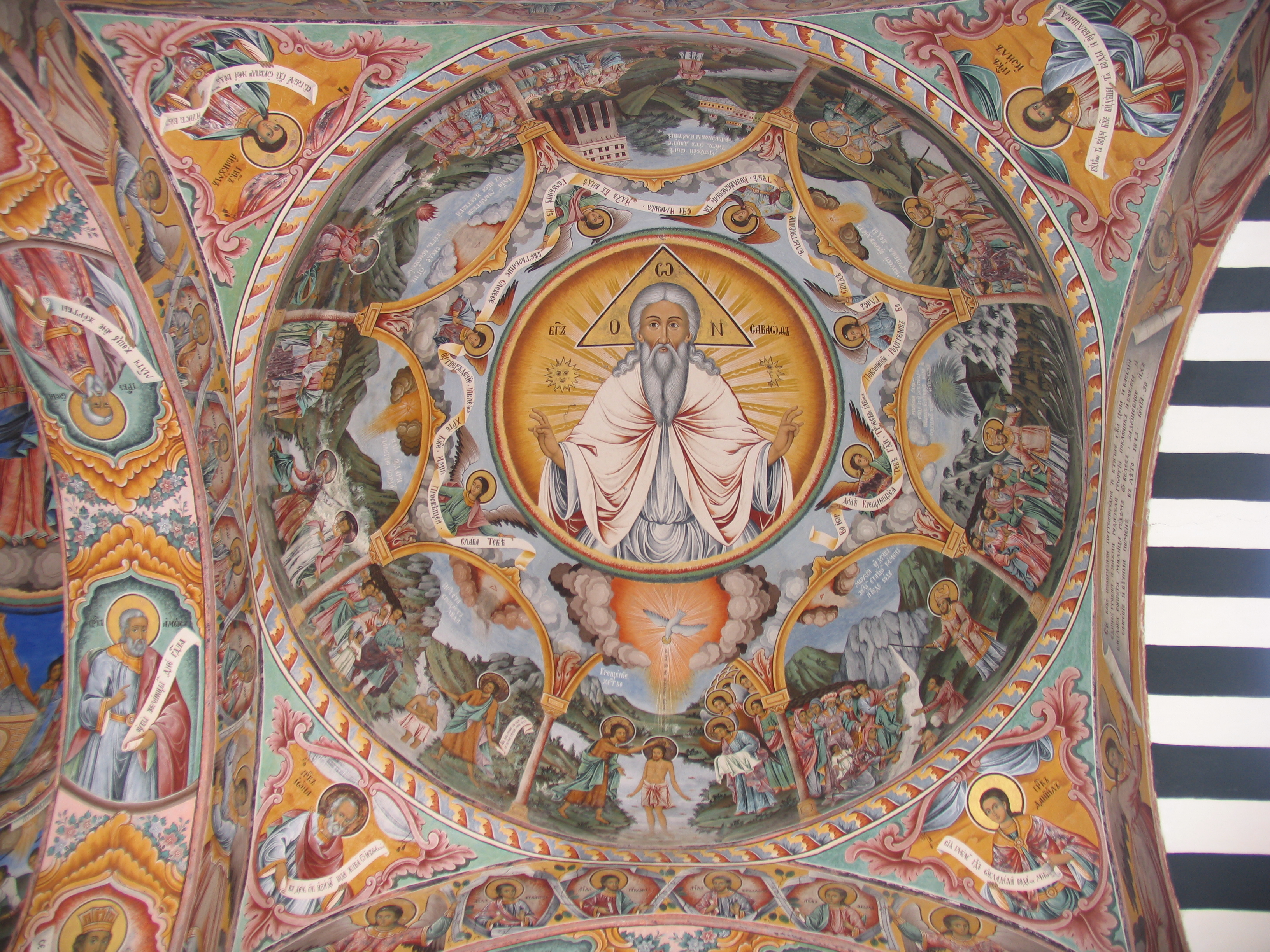
Afresco da cúpula na colunata do Mosteiro de Rila.

A iconografia (do grego "εικών", "eikon", imagem, e "graphia", escrita) é uma forma de linguagem visual que usa imagens para representar algum tema. A iconografia estuda a origem das imagens, e como elas são expostas e formadas.
Na indústria editorial, a iconografia é a pesquisa e seleção das imagens que vão ser publicadas em um livro, seja como tema principal, ou como parte de um texto. A pesquisa iconográfica pode trazer mais conteúdo pra um texto sobre um período histórico com imagens de esculturas, obras arquitetônicas, quadros ou fotografias. O pesquisador pode ser funcionário da editora ou um profissional à parte. A iconografia de uma obra é o conjunto das imagens que fazem parte dessa obra, seja um livro, série, saga ou coleção.

## Iconografia na computação
Na área da computação, a iconografia é a análise, seleção, posicionamento e estudo das imagens presentes ou que serão inseridos em um programa ou dispositivo, seja físico ou digital. O estudo iconográfico faz toda a análise dos elementos gráficos, por exemplo, numa tela de um aplicativo. A forma em que essas imagens estão distribuídos pela tela, o seu contraste com o resto dos elementos da tela, a sua importância e necessidade de destaque comparado a outros elementos. Também é necessário, a compreensão e a facilidade com que o usuário desse aplicativo possa interagir com todos os elementos dessa tela, sejam ícones que indicam algumas ações ou imagens que destaquem algo específico. É de extrema importância entender que todas as imagens presentes, despertam algo na mente do usuário, e o estudo iconográfico está aqui justamente para harmonizar essas imagens e trazer a melhor experiência aos usuários.
Essas imagens presentes nos aplicativos e dispositivos, podem ser divididas em 2 grupos. As imagens que possuem alguma função no software, para disparar alguma opção, essas podem ser chamadas de ícones. São de uma parte chave do software, pois sem elas o programa não tem sentido nem execuções. A familiarização do usuário com esses ícones, podem facilitar e estimulá-lo na execução das atividades do aplicativo. Caso ele já reconheça por exemplo, o ícone de pesquisa ou o ícone de salvar algum arquivo, essa familiarização pode ser muito efetiva e proveitosa para o usuário. Portanto, é essencial que esses ícones estejam bem posicionados, e que sejam fáceis de serem identificados pelos usuários. Para isso é necessário uma grande análise antes mesmo da implementação desses ícones e também muitas pesquisas e coleta de dados, para garantir a melhor experiência e satifisfação ao usuário. Em relação ao outro grupo de imagens, elas são consideradas meramente ilustrativas. Porém, elas possuem também um papel vital na aplicação, pois elas podem gerar na mente do usuário, uma satisfação visual e estimular ele a procurar e conhecer mais sobre o software que ele está utilizando.